# Heaven's Basement
Gli Heaven's Basement sono stati un gruppo musicale hard rock inglese fondato nel 2008 nel Regno Unito poi scioltosi nel 2017.

## Storia
Nello stesso anno della loro nascita, gli Heaven's Basement pubblicano un EP omonimo contenente canzoni scritte dai membri del gruppo. Nel 2008 furono il gruppo di supporto per i Bon Jovi nei suoi concerto nel Regno Unito. Negli anni seguenti continuarono a suonare in piccoli locali, allargando gradualmente la loro fan base. Nel 2010 pubblicano un secondo EP, ma due settimane prima del loro tour in UK, il cantante Richie Heavanz abbandona la band.
Nel 2011, dopo un paio di cantanti turnisti, arriva il nuovo vocalist definitivo: Aaron Buchanan.
Il 2012 fu un anno molto importante per la band: ebbero infatti l'opportunità di essere i supporter di diversi tour europei di artisti statunitensi, tra cui Halestorm e Alter Bridge.
Il 3 febbraio 2013 è stato pubblicato il loro primo album intero, intitolato Filthy Empire, distribuito dalla Red Bull Records.
Si sono sciolti nel 2017.
Sid Glover e Rob Ellershaw hanno fondato una nuova band chiamata The Cruel Knives, con Tom Harris e Al Junior.
Aaron Buchanan ha fondato la band Aaron Buchanan & The Cult Classics

## Membri

### Attuali
- Aaron Buchanan - Voce (2011–Present)
- Sid Glover - Chitarra, cori (2008–Present)
- Rob 'Bones' Ellershaw - Basso, cori (2009–Present)
- Chris Rivers - Batteria (2008–Present)

### Precedenti
- Richie Hevanz - Voce (2008–2010)
- Jonny Rocker - Chitarra Ritmica, cori. (2008–2011)
- Rob Randell - Basso (2008–2009)

### Turnisti
- Johnny Fallen - Voce (2010)
- James Sinclair - Voce (2010)

## Discografia

### EP
- Heaven's Basement (2008)
- Unbreakable (2011)

### Album studio
- Filthy Empire (2013)